# Argyrolacia bifida
Argyrolacia bifida är en fjärilsart som beskrevs av Hartford Hammond Keifer 1936. Argyrolacia bifida ingår i släktet Argyrolacia och familjen stävmalar. Inga underarter finns listade i Catalogue of Life.